# Piotr Aszyk
Piotr Aszyk (ur. 9 marca 1960 w Starogardzie Gdańskim) – polski polityk, poseł na Sejm I i II kadencji.

## Życiorys
Ukończył w 1979 Technikum Przemysłu Skórzanego w Starogardzie Gdańskim. W latach 1991–1997 przez dwie kadencje z listy Konfederacji Polski Niepodległej sprawował mandat posła na Sejm, reprezentując okręgi gdańskie: nr 22 i nr 11. W 1994 odszedł z KPN jako przedstawiciel tzw. Frakcji Reformatorskiej i założył partię o nazwie Forum Polskie, którą kierował (weszła ona w skład Akcji Wyborczej Solidarność). W 1997 zrezygnował z działalności politycznej.